# الوقعة (وشحة)

تعديل مصدري - تعديل

الوقعة هي إحدى قرى عزلة ضاعن بمديرية وشحة التابعة لمحافظة حجة، بلغ تعداد سكانها 235 نسمة حسب تعداد اليمن لعام 2004.